# James McKenzie
James McKenzie   (Edimburg, 13 d'agost de 1903 - Portobello, 8 de gener de 1931) va ser un boxejador escocès que va competir durant la dècada de 1920. Era germà del també boxejador George McKenzie.
El 1924 va prendre part en els Jocs Olímpics de París, on guanyà la medalla de plata de la categoria del pes mosca, en perdre la final contra Fidel LaBarba.